# Samuel Nilsson
Samuel Nilsson till Hässle, död 1607, var en svensk militär.

## Biografi
Samuel Nilsson var son till stockholmsborgaren Nils guldsmed. Han uppfostrades vid hertig Karls hov och blev god vän med Carl Carlsson Gyllenhielm. Han var 1598 överste för hertigens fotfolk under slaget vid Stångebro och omtalas 1600 som generalöverste för fotfolket i Finland. Han deltog med utmärkelse i stormningen av Kokenhusen och blev samma år ståthållare i Narva, där han tydligen verkade ännu 1607, samma år som han stupade vid Dorpat.

### Familj
Samuel Nilsson gifte sig hösten 1599 med Carin Cruus (född 1573), dotter av ståthållaren Anders Larsson Cruus på Kalmar slott och Christina Fleming. Efter Samuel Nilssons död gifte Carin Cruus om sig med häradshövdingen Frans Henrik Wackerbarth i Lagunda härad.